# 명성산
명성산 (鳴聲山)은 대한민국 강원특별자치도 철원군 갈말읍과 경기도 포천시의 경계에 있는 높이 923m의 한국의 화강암 산이다.

## 지질
명성산은 지질학적으로 중생대 백악기의 명성산 화강암으로 구성된다. 이 화강암은 포천시 영북면, 철원군 갈말읍 지역에 분포하며 SHRIMP U-Pb 저어콘 연대측정 결과는 112±2 Ma (백악기 전기 알비절~압트절)이다.

## 찾아가는 길
- ● 좌석 138-5번 : 의정부역 ↔ 축석령 ↔ 송우리터미널 ↔ 포천시청 ↔ 금주리 ↔ 일동면 ↔ 이동면 ↔ 도평리
- ● 포천시내버스 71번 : 운천터미널 ↔ 도평리

## 같이 보기
- 한국의 산
- 포천시의 지질
- 한국의 화강암